# Gobiletria kaszabi
Gobiletria kaszabi är en fjärilsart som beskrevs av Lancelot A. Gozmany 1964. Gobiletria kaszabi ingår i släktet Gobiletria och familjen spillningsmalar. Inga underarter finns listade i Catalogue of Life.